# Kita Makoto
Makoto Kita (sinh ngày 30 tháng 5 năm 1976) là một cầu thủ bóng đá người Nhật Bản.

## Sự nghiệp câu lạc bộ
Makoto Kita đã từng chơi cho FC Tokyo.